# Phillip Hinton
Pour les articles homonymes, voir Hinton.
Phillip Hinton, né le 19 mars 1942 à Brighton et mort le 29 juillet 2021 à Wollongong, est un acteur britannique.

## Biographie
Phillip Hinton est né au Royaume-Uni, mais a grandi au Cap (Afrique du Sud). Il commence sa carrière d'acteur en Afrique du Sud, avant de s'installer au Royaume-Uni en 1963. Il intègre la Royal Shakespeare Company en 1966.
En 1974, il s'installe en Australie.

## Filmographie
- 1973 : The Brontes of Haworth (feuilleton TV) : Mr. Smith
- 1976 : Caddie : John Marsh
- 1978 : No Room to Run (téléfilm) : Cyrus Zikha
- 1979 : Captives of Care (téléfilm)
- 1980 : Players in the Gallery (téléfilm)
- 1980 : Manganinnie : Edward
- 1982 : With Prejudice : Gregory
- 1984 : Les Aventures de Huckleberry Finn (The Adventures of Huckleberry Finn) (téléfilm) (voix)
- 1985 : L'Homme au masque de fer (The Man in the Iron Mask) (téléfilm) (voix)
- 1986 : Ivanhoé (Ivanhoe)(téléfilm) (voix)
- 1986 : Peter Pan (vidéo) (voix)
- 1986 : Great Expectations, the Untold Story (téléfilm) : Cpl. Marley
- 1986 : Dr. Jekyll and Mr. Hyde (téléfilm) (voix)
- 1986 : Notre-Dame de Paris (The Hunchback of Notre-Dame) (téléfilm) (voix)
- 1986 : Les Trois Mousquetaires (The Three Musketeers) (téléfilm) (voix)
- 1986 : The Adventures of Tom Sawyer (The Adventures of Tom Sawyer) (voix)
- 1987 : Rob Roy (vidéo) (voix)
- 1987 : Don Quichotte de la Mancha (Don Quixote of La Mancha)(téléfilm) (voix)
- 1987 : L'Île au trésor (Treasure Island (téléfilm) (voix)
- 1987 : Le Dernier des Mohicans (The Last of the Mohicans) (téléfilm) (voix)
- 1988 : The Black Arrow (téléfilm)
- 1988 : Westward Ho! (téléfilm) (voix)
- 1988 : Prisoner of Zenda : Voice (voix)
- 1988 : Alice au pays des Merveilles (Alice in Wonderland) (vidéo) (voix)
- 1988 : Black Tulip (voix)
- 1989 : The Hijacking of the Achille Lauro (téléfilm) : Captain De Rosa
- 1992 : Clowning Around : Chevalier
- 1993 : Irresistible Force (téléfilm) : Governor
- 1993 : La Rivière infernale (The Flood: Who Will Save Our Children?) (téléfilm) : Pasteur Shipman
- 1993 : Desperate Journey: The Allison Wilcox Story (téléfilm) : Dr. Clayton
- 1995 : En quête de preuves (Blue Murder) (feuilleton TV) : Ian Barker QC
- 1996 : The Thorn Birds: The Missing Years (téléfilm) : Levi
- 1997 : Sauver ou Périr (Heart of Fire) (téléfilm) : Danny Armstrong
- 1999 : Airtight (téléfilm) : Goldstein
- 2000 : The Three Stooges de James Frawley (téléfilm) : Juge
- 2001 : The Canterville Ghost (téléfilm)
- 2001 : The Little Drummer Boy (téléfilm) (voix)
- 2005 : Dynasty: The Making of a Guilty Pleasure (téléfilm) : Leonard Goldenson